# Портрет Николая Михайловича Бороздина
«Портрет Николая Михайловича Бороздина» — картина Джорджа Доу и его мастерской из Военной галереи Зимнего дворца.
Картина представляет собой погрудный портрет генерал-лейтенанта Николая Михайловича Бороздина из состава Военной галереи Зимнего дворца.
Во время Отечественной войны 1812 года генерал-майор Бороздин был шефом Астраханского кирасирского полка и сражался во многих боях с неприятелем. Вслед за тем в Заграничных походах за боевые отличия был произведён в генерал-майоры.
Изображён в генерал-адъютантском мундире образца 1815 года (художник ошибочно показал выпушку по борту мундира красного цвета вместо белого). Слева на груди генерал-адъютантский аксельбант и звезда ордена Св. Анны 1-й степени; на шее крест ордена Св. Георгия 3-й степени, по борту мундира кресты ордена Св. Владимира 2-й степени и прусского ордена Пур ле Мерит; справа на груди серебряная медаль «В память Отечественной войны 1812 года» на Андреевской ленте, бронзовая дворянская медаль «В память Отечественной войны 1812 года» на Владимирской ленте и звезда ордена Св. Владимира 2-й степени. На тыльной стороне картины надписи: Borosdin и Geo Dawe RA pinxt . Подпись на раме: Н. М. Бороздинъ, Генералъ Лейтенантъ.
Несмотря на то, что 7 августа 1820 года Комитетом Главного штаба по аттестации Бороздин был включён в список «генералов, заслуживающих быть написанными в галерею», фактическое решение о написании его портрета состоялось ранее этой даты, поскольку уже 24 марта и 24 апреля 1820 года Доу получил гонорар за работу. Готовый портрет был принят в Эрмитаж 7 сентября 1825 года. Поскольку звания генерал-адъютанта Бороздин был удостоен 28 июля 1820 года, то портрет следует датировать между августом этого года и сентябрём 1825 года.
В 1840-е годы в мастерской И. П. Песоцкого по рисунку И. А. Клюквина с портрета была сделана литография, опубликованная в книге «Император Александр I и его сподвижники» и впоследствии неоднократно репродуцированная. В части тиража использована ещё одна неподписанная литография с этого портрета, отличающаяся мелкими деталями.